# Alexandru Lazăr
Alexandru Lazăr (Bucarest, 20 febbraio 1991) è un calciatore rumeno, centrocampista del Paiporta.

## Carriera

### Club

#### Giovanili
Inizia a giocare in Francia, nelle giovanili del Paris Saint-Germain, successivamente, nel 2003, passa a quelle del Levante e nel 2006 torna in Romania, alla Steaua Bucarest, che lo aggrega alla squadra B con la quale gioca due stagioni in Liga II, la seconda serie rumena, ottenendo 27 presenze e 5 gol.

#### Viitorul Costanza
Nel luglio 2011 passa al Viitorul Costanza, sempre in Liga II, con il quale gioca la prima partita il 20 agosto nel 4-1 sul Dunărea Galați in casa in campionato. Il 19 novembre segna la prima rete nel 3-0 in casa contro il Victoria Brănești. Alla prima stagione vince il campionato di Liga II e viene promosso in Liga I. Gioca due stagioni in massima serie, con 61 presenze e 4 gol, da aggiungersi alle 28 con 2 reti in Liga II.

#### Poli Timișoara
Nell'estate 2014 scende in seconda serie, all'ACS Poli Timișoara. Esordisce il 30 agosto nel 2-0 in campionato contro il Mioveni in trasferta. Resta all'ACS Poli Timișoara una stagione e mezza trovando solo 5 apparizioni nella prima stagione vinta in Liga II e nessuna nella seconda in Liga I.

#### Berceni
A marzo 2016 va a giocare al Berceni, in Liga II, debuttando il 9 marzo nella vittoria per 2-0 in trasferta contro l'Oțelul Galați in campionato. Il 29 aprile segna il primo gol, nella sconfitta per 4-3 sul campo del Foresta Suceava nei play-out. Rimane soltanto quattro mesi collezionando 12 presenze e 1 gol compresi i play-out.

#### Ontinyent, Messina, Casarano ed Academica Clinceni
Nel luglio 2016 si trasferisce in Spagna, all'Ontinyent, militante in Tercera División, il quarto livello del calcio spagnolo, ma rimane solo un mese, passando al Messina, in Italia, in Lega Pro, con il quale fa il suo esordio l'11 settembre, nell'1-1 casalingo contro la Virtus Francavilla in campionato. Dopo sole 5 presenze con i siciliani il 25 gennaio 2017 rescinde il contratto che sarebbe scaduto il 30 giugno. Due giorni dopo firma con un'altra squadra italiana, i pugliesi del Casarano, in Eccellenza. Rimane in Puglia soltanto un mese, tornando in patria a febbraio, all'Acad. Clinceni, in Liga II. Debutta il 25 febbraio , entrando all'84' del successo interno per 1-0 sull'Afumați in campionato.

### Nazionale
Nel 2010 ha giocato tre partite con la nazionale Under-19 rumena nelle qualificazioni al campionato europeo di categoria.

## Statistiche

### Presenze e reti nei club
Statistiche aggiornate al 26 marzo 2017.
| Stagione                  | Squadra                   | Campionato                | Campionato | Campionato | Coppe nazionali | Coppe nazionali | Coppe nazionali | Coppe continentali | Coppe continentali | Coppe continentali | Altre coppe | Altre coppe | Altre coppe | Totale | Totale | Totale |
| Stagione                  | Squadra                   | Comp                      | Pres       | Reti       | Comp            | Pres            | Reti            | Comp               | Pres               | Reti               | Comp        | Pres        | Reti        | Pres   | Reti   |        |
| ------------------------- | ------------------------- | ------------------------- | ---------- | ---------- | --------------- | --------------- | --------------- | ------------------ | ------------------ | ------------------ | ----------- | ----------- | ----------- | ------ | ------ | ------ |
| 2009-2010                 | Steaua Bucarest II        | LII                       | ?          | 2          | -               | -               | -               | -                  | -                  | -                  | -           | -           | -           | ?      | 2      |        |
| 2010-2011                 | Steaua Bucarest II        | LII                       | 27         | 3          | -               | -               | -               | -                  | -                  | -                  | -           | -           | -           | 27     | 3      |        |
| Totale Steaua Bucarest II | Totale Steaua Bucarest II | Totale Steaua Bucarest II | 27         | 5          | -               | -               | -               | -                  | -                  | -                  | -           | -           | -           | 27     | 5      |        |
| 2011-2012                 | Viitorul Costanza         | LII                       | 28         | 2          | CR              | 1               | 0               | -                  | -                  | -                  | -           | -           | -           | 29     | 2      |        |
| 2012-2013                 | Viitorul Costanza         | LI                        | 30         | 2          | CR              | 0               | 0               | -                  | -                  | -                  | -           | -           | -           | 30     | 2      |        |
| 2013-2014                 | Viitorul Costanza         | LI                        | 31         | 2          | CR              | 2               | 1               | -                  | -                  | -                  | -           | -           | -           | 33     | 3      |        |
| Totale Viitorul Costanza  | Totale Viitorul Costanza  | Totale Viitorul Costanza  | 89         | 6          | -               | 3               | 1               | -                  | -                  | -                  | -           | -           | -           | 92     | 7      |        |
| 2014-2015                 | ACS Poli Timișoara        | LII                       | 5          | 0          | CR              | 0               | 0               | -                  | -                  | -                  | -           | -           | -           | 5      | 0      |        |
| 2015-mar. 2016            | ACS Poli Timișoara        | LI                        | 0          | 0          | CR+CdL          | 0               | 0               | -                  | -                  | -                  | -           | -           | -           | 0      | 0      |        |
| Totale ACS Poli Timișoara | Totale ACS Poli Timișoara | Totale ACS Poli Timișoara | 5          | 0          | -               | 0               | 0               | -                  | -                  | -                  | -           | -           | -           | 5      | 0      |        |
| mar.-giu. 2016            | Berceni                   | LII                       | 6+6        | 0+1        | CR              | 0               | 0               | -                  | -                  | -                  | -           | -           | -           | 12     | 1      |        |
| 2016-gen. 2017            | Messina                   | LP                        | 5          | 0          | CI-LP           | -               | -               | -                  | -                  | -                  | -           | -           | -           | 5      | 0      |        |
| gen.-feb. 2017            | Casarano                  | E                         | ?          | ?          | -               | -               | -               | -                  | -                  | -                  | -           | -           | -           | ?      | ?      |        |
| feb.-giu. 2017            | Acad. Clinceni            | LII                       | 3          | 0          | -               | -               | -               | -                  | -                  | -                  | -           | -           | -           | 3      | 0      |        |
| Totale carriera           | Totale carriera           | Totale carriera           | 141        | 12         | -               | 3               | 1               | -                  | -                  | -                  | -           | -           | -           | 144    | 13     |        |

## Palmarès

### Club
- Liga II: 2

Viitorul Costanza: 2011-2012
ACS Poli Timișoara: 2014-2015